# Alemania Oriental en los Juegos Olímpicos de Montreal 1976
Alemania Oriental estuvo representada en los Juegos Olímpicos de Montreal 1976 por un total de 267 deportistas que compitieron en 17 deportes.  
El portador de la bandera en la ceremonia de apertura fue el atleta Hans-Georg Reimann.

## Medallistas
El equipo olímpico de Alemania Oriental obtuvo las siguientes medallas:
| Nombre | Deporte            | Competición                    |
| --- | ------------------ | ------------------------------ |
| Oro |                    |                                |
| Waldemar Cierpinski | Atletismo          | Maratón M                      |
| Udo Beyer | Atletismo          | Peso M                         |
| Bärbel Eckert | Atletismo          | 200 m F                        |
| Johanna Schaller | Atletismo          | 100 m vallas F                 |
| Marlies Oelsner Renate Stecher Carla Bodendorf Bärbel Eckert                                                                                               | Atletismo          | 4 × 100 m F                    |
| Doris Maletzki Brigitte Rohde Ellen Streidt Christina Brehmer                                                                                              | Atletismo          | 4 × 400 m F                    |
| Angela Voigt | Atletismo          | Salto de longitud F            |
| Rosemarie Ackermann | Atletismo          | Salto de altura F              |
| Evelin Schlaak | Atletismo          | Disco F                        |
| Ruth Fuchs | Atletismo          | Jabalina F                     |
| Siegrun Siegl | Atletismo          | Pentatlón F                    |
| Jochen Bachfeld | Boxeo              | Wélter (67 kg) M               |
| Klaus-Jürgen Grünke | Ciclismo en pista  | 1000 m contrarreloj M          |
| Equipo | Fútbol             | Torneo M                       |
| Kornelia Ender | Natación           | 100 m F                        |
| Kornelia Ender | Natación           | 200 m F                        |
| Petra Thümer | Natación           | 400 m F                        |
| Petra Thümer | Natación           | 800 m F                        |
| Ulrike Richter | Natación           | 100 m espalda F                |
| Ulrike Richter | Natación           | 200 m espalda F                |
| Hannelore Anke | Natación           | 100 m braza F                  |
| Kornelia Ender | Natación           | 100 m mariposa F               |
| Andrea Pollack | Natación           | 200 m mariposa F               |
| Ulrike Tauber | Natación           | 400 m estilos F                |
| Ulrike Richter Hannelore Anke Kornelia Ender Andrea Pollack                                                                                                | Natación           | 4 × 100 m estilos F            |
| Rüdiger Helm | Piragüismo         | K1 1000 m M                    |
| Joachim Mattern Bernd Olbricht | Piragüismo         | K2 500 m M                     |
| Carola Zirzow | Piragüismo         | K1 500 m F                     |
| Wolfgang Güldenpfennig Rüdiger Reiche Karl-Heinz Bußert Michael Wolfgramm                                                                                  | Remo               | Cuatro scull (M4x) M           |
| Jörg Landvoigt Bernd Landvoigt | Remo               | Dos sin timonel (M2-) M        |
| Harald Jährling Friedrich-Wilhelm Ulrich Georg Spohr (t)                                                                                                   | Remo               | Dos con timonel (M2+) M        |
| Siegfried Brietzke Andreas Decker Stefan Semmler Wolfgang Mager                                                                                            | Remo               | Cuatro sin timonel (M4-) M     |
| Bernd Baumgart Gottfried Döhn Werner Klatt Hans-Joachim Lück Dieter Wendisch Roland Kostulski Ulrich Karnatz Karl-Heinz Prudöhl Karl-Heinz Danielowski (t) | Remo               | Ocho con timonel (M8+) M       |
| Christine Scheiblich | Remo               | Scull ind. (W1x) F             |
| Anke Borchmann Jutta Lau Viola Poley Roswietha Zobelt Liane Weigelt                                                                                        | Remo               | Cuatro scull (W4x) F           |
| Karin Metze Bianka Schwede Gabriele Lohs Andrea Kurth Sabine Heß (t)                                                                                       | Remo               | Cuatro con timonel (W4+) F     |
| Viola Goretzki Christiane Knetsch Ilona Richter Brigitte Ahrenholz Monika Kallies Henrietta Ebert Helma Lehmann Irina Müller Marina Wilke (t)              | Remo               | Ocho con timonel (W8+) F       |
| Uwe Potteck | Tiro               | Pistola 50 m M                 |
| Norbert Klaar | Tiro               | Pistola rápida de fuego 25 m M |
| Jochen Schümann | Vela               | Finn M                         |
| Plata |                    |                                |
| Manfred Kokot Jörg Pfeifer Klaus-Dieter Kurrat Alexander Thieme                                                                                            | Atletismo          | 4 × 100 m M                    |
| Hans-Georg Reimann | Atletismo          | 20 km marcha M                 |
| Wolfgang Schmidt | Atletismo          | Disco M                        |
| Renate Stecher | Atletismo          | 100 m F                        |
| Christina Brehmer | Atletismo          | 400 m F                        |
| Gunhild Hoffmeister | Atletismo          | 1500 m F                       |
| Christine Laser | Atletismo          | Pentatlón F                    |
| Equipo | Balonmano          | Torneo F                       |
| Richard Nowakowski | Boxeo              | Pluma (57 kg) M                |
| Carola Dombeck | Gimnasia artística | Salto de potro F               |
| Gerd Bonk | Halterofilia       | +110 kg M                      |
| Hans-Dieter Brüchert | Lucha libre        | 57 kg M                        |
| Petra Priemer | Natación           | 100 m libre F                  |
| Birgit Treiber | Natación           | 100 m espalda F                |
| Birgit Treiber | Natación           | 200 m espalda F                |
| Andrea Pollack | Natación           | 100 m mariposa F               |
| Ulrike Tauber | Natación           | 200 m mariposa F               |
| Petra Priemer Kornelia Ender Claudia Hempel Andrea Pollack                                                                                                 | Natación           | 4 × 100 m libre F              |
| Joachim Mattern Bernd Olbricht | Piragüismo         | K2 1000 m M                    |
| Andreas Schulz Rüdiger Kunze Walter Dießner Ullrich Dießner Johannes Thomas (t)                                                                            | Remo               | Cuatro con timonel (M4+) M     |
| Sabine Jahn Petra Boesler | Remo               | Doble scull (W2x) F            |
| Angelika Noack Sabine Dähne | Remo               | Dos sin timonel (W2-) F        |
| Christa Köhler | Saltos             | Trampolín 3 m F                |
| Harald Vollmar | Tiro               | Pistola 50 m M                 |
| Jürgen Wiefel | Tiro               | Pistola rápida de fuego 25 m M |
| Bronce |                    |                                |
| Frank Baumgartl | Atletismo          | 3000 m obstáculos M            |
| Peter Frenkel | Atletismo          | 20 km marcha M                 |
| Frank Wartenberg | Atletismo          | Salto de longitud M            |
| Renate Stecher | Atletismo          | 200 m F                        |
| Ellen Streidt | Atletismo          | 400 m F                        |
| Elfi Zinn | Atletismo          | 800 m F                        |
| Ulrike Klapezynski | Atletismo          | 1500 m F                       |
| Gabriele Hinzmann | Atletismo          | Disco F                        |
| Burglinde Pollak | Atletismo          | Pentatlón F                    |
| Hans-Jürgen Geschke | Ciclismo en pista  | Velocidad ind. M               |
| Thomas Huschke | Ciclismo en pista  | Persecución ind. M             |
| Roland Brückner Rainer Hanschke Bernd Jäger Wolfgang Klotz Lutz Mack Michael Nikolay                                                                       | Gimnasia artística | Concurso completo por eqs. M   |
| Michael Nikolay | Gimnasia artística | Caballo con arcos M            |
| Carola Dombeck Gitta Escher Kerstin Gerschau Angelika Hellmann Marion Kische Steffi Kraker                                                                 | Gimnasia artística | Concurso completo por eqs. F   |
| Peter Wenzel | Halterofilia       | 75 kg M                        |
| Helmut Losch | Halterofilia       | +110 kg M                      |
| Heinz-Helmut Wehling | Lucha grecorromana | 68 kg M                        |
| Roland Matthes | Natación           | 100 m espalda M                |
| Rosemarie Gabriel | Natación           | 200 m mariposa F               |
| Rüdiger Helm | Piragüismo         | K1 500 m M                     |
| Frank-Peter Bischof Bernd Duvigneau Rüdiger Helm Jürgen Lehnert                                                                                            | Piragüismo         | K4 1000 m M                    |
| Bärbel Köster Carola Zirzow | Piragüismo         | K2 500 m F                     |
| Joachim Dreifke | Remo               | Scull ind. (M1x) M             |
| Jürgen Bertow Hans-Ulrich Schmied | Remo               | Doble scull (M2x) M            |
| Dieter Below Michael Zachries Olaf Engelhardt | Vela               | Soling M                       |